# Alpen Rose
Alpen Rose (яп. アルペンローゼ Арупэн Ро:дзэ, русс. «Альпийская роза») — сёдзё манга, созданная Митиё Акаиси. История была адаптирована в аниме студией Tatsunoko в 1985 году.

## Сюжет
Действие сюжета происходит в начале 1930-х. Мальчик Ланди, живущий со своими дядей и тётей в Швейцарии, во время прогулки по Альпам находит девочку, оставшуюся в живых после авиакатастрофы, но потерявшую память. Дав ей новое имя, Джуди, они оставляют её у себя и заботятся о неё.
Несколько лет спустя она решает узнать о своём прошлом. Единственным ключом к этому становится песня «Альпийская роза», которую она постоянно слышит у себя в голове.

## Интересные факты
Имена героев взяты из французского языка: Ланди — Lundi ([люнди]) означает «понедельник», Джуди — Jeudi ([жёди]) — «четверг», попугай Прантан — Printemps ([прентан]) — «весна».